# Халштат
Халштат (47° 34′ N 13° 39′ E / 47.567° С; 13.650° И) је село у Салцкамергуту, у Аустрији. По попису из 2001. има 946 становника.
Налази се на обали Халштатског језера, једног од 76 језера области Салцкамергут, на 508 m надморске висине. Језеро је дубоко 125 m и једно је од најбогатијих рибњака.
Халштат је име добио по старом келтском називу за со — хал. Со је била драгоцена роба, што је допринело да ова област у прошлости буде веома богата.
По селу се назива и праисторијска „халштатска култура” из раног гвозденог доба, која је део Светске баштине.

## Историја
Иако усамљено и негостољубиво ово подручје се сматра за једно од првих које су људи населили. Разлог су богата налазишта природне соли, која се ископавала хиљадама година. Неки од најстаријих налаза, као што је камена секира, датирају још око 5.000 година пре Христа. Године 1846. Јохан Георг Рамзауер открио је велико праисторијско гробље близу садашње локације Халштата, где је откривено једно од првих ковачких налазишта.
Развијена трговина и богатство које је она доносила омогућили су развој културе, која је после налаза у Салцбергхохталу, названа „Халштатска култура” и трајала од око 800. до 400. п. н. е.
Није било значајних догађаја за време римске владавине нити у раном средњем веку. Године 1311. Халштат је постао трговачко средиште, знак да још није изгубио свој привредни значај.
До касног 19. века, Халшату се могло прићи једино чамцем или узаном стазом. Плодна земља између језера и планина била је ретка, па је било потребно искористити најмање обрадиве површине. Приступ кућама на речној обали био је могућ само чамцима или преко „горње стазе”, малог коридора који је пролазио преко тавана кућа. Да би се омогућила градња Халштата дуж западне обале 1890. године стене су разбијане и динамитом.
Данас, поред индустије соли, која се од 20. века транспортује из Халштата до Ебензеа цевоводом, туризам је главни чинилац халштатске привреде.
- Халштат - данас
- Поглед на Халштат с почетка 20. века
- Огрлица Халштатске културе
- Хаштатски мачеви из праисторијског периода